# HNLMS O 11
Le HNLMS O 11 ou Hr.Ms. O 11 est un sous-marin de la classe O 9 de la Koninklijke Marine qui a servi pendant la Seconde Guerre mondiale.

## Histoire
Le sous-marin a été commandé le 30 août 1921 et la quille posée à Rotterdam au chantier naval de Fijenoord le 24 décembre 1922. Le lancement a eu lieu le 19 mars 1925. Le 18 janvier 1926, le navire a été mis en service dans la marine néerlandaise.
Le 21 juin 1926, O 11, avec les O 9, Maarten Harpertszoon Tromp, Jacob van Heemskerck, Z 7 et Z 8, a navigué de Den Helder à la mer Baltique pour visiter les ports de Kiel, Göteborg et Trondheim.
En 1927, les O 11, O 10, Hertog Hendrik, Z 5, Z6, Z 7 et Z 8' se sont rendus en Norvège.
Il a de nouveau navigué pour la mer Baltique en 1936 avec ses navires jumeaux (sister ships) O 9, O 10, ainsi que le navire de défense côtière Hertog Hendrik et Z 5. En 1939, le O 11 et ses sister ships O 9 et O 10 sont rattachées à la division côtière. Ils constituaient la partie offensive de la défense côtière néerlandaise.
Le 6 mars 1940, le navire est accidentellement éperonné par le remorqueur BV 3 à Den Helder. Trois hommes du 'O 11 sont morts dans l'abordage. Le bateau a été renfloué et sa réparation a été ordonnée. Alors qu'il était en réparation, l'Allemagne a envahi les Pays-Bas et le sous-marina été sabordé pour empêcher sa capture. Les Allemands renflouent le bateau et ordonnent sa réparation. Cependant, il n'a pas été réparé à temps pour aider l'effort de guerre.
Alors qu'il était encore en réparation, le bateau a été sabordé à nouveau afin de bloquer l'entrée du port de Den Helder. Le 10 décembre 1947, l'épave est renfloué pour la troisième fois et vendue pour la ferraille.

## Commandants
- Luitenant ter zee 2e klasse (Lt.) Hendrikus Abraham Waldemar Goossens du 24 août 1939 au 6 mars 1940

## Palmarès
Le HNLMS O 11 n'a ni coulé, ni endommagé de navire ennemi pendant son service actif.